# SAZAS
Združenje SAZAS (kratica za Združenje skladateljev in avtorjev za zaščito glasbene avtorske pravice Slovenije), je kolektivna organizacija, ki uveljavlja pravice avtorjev oziroma imetnikov pravic na avtorsko zaščitenih glasbenih delih. Društvo SAZAS so leta 1993 ustanovili slovenski avtorji glasbe, sprva je delovalo na lokaciji društva slovenskih skladateljev, nato na Tržaški cesti v Ljubljani, po letu 2000 deluje v Trzinu. Leta 1998 je združenju SAZAS Urad RS za intelektualno lastnino (URSIL) na podlagi javnega razpisa za zbiranje prijav za kolektivno uveljavljanje avtorskih in sorodnih pravic izdal dovoljenje za kolektivno uveljavljanje avtorskih pravic na avtorskih delih s področja glasbe. Dovoljenje URSIL (št. 800-3/96) vključuje upravljanje pravic avtorjev na področju malih avtorskih pravic (pravice javnega oddajanja in izvajanja glasbenih del) in mehaničnih avtorskih pravic (pravica snemanja, reprodukcije in razmnoževanja avtorskih del na nosilcih zvoka). SAZAS je član mednarodnih organizacij za zaščito avtorskih pravic CISAC (od leta 1996) in BIEM (od leta 2003). Za razliko od združenja SAZAS, ki v slovenskem prostoru ščiti avtorje glasbe, v Sloveniji deluje Zavod IPF, ki ščiti izvajalce glasbe in proizvajalce fonogramov. Pravice na odrskih delih ščiti Avtorska agencija za Slovenijo (krajše AAS).